# Astroneer
Astroneer là một trò chơi thế giới mở phiêu lưu sắp tới thử nghiệm được phát triển bởi System Era Softworks. Một phiên bản game thử nghiệm được phát hành vào ngày 16 năm 2016. Những người chơi được giao nhiệm vụ tới các hành tinh để khám phá, tạo ra các cấu trúc, công trình và khai thác tài nguyên. Astroneer không có đặt mục tiêu cuối cùng lẫn cốt truyện.

## Trò chơi
Astroneer là một trò chơi thế giới mở phiêu được chơi với góc nhìn thứ ba. Trò chơi là vô vàn hành tinh rộng bao la, có thể tạo lại địa hình,tùy thuộc vào thế giới được tạo. Những người chơi điều khiển một nhà du hành vũ trụ phải đi bộ, xe địa chất hoặc tàu vũ trụ. Chế tạo được hàng loạt xe cộ, vũ trụ, mô-đun (nấu chảy vào các thành phần) và bình oxi dự trữ. Amoni được chuyển thành nhiên liệu hydrazine  cho tàu vũ trụ của nhà phi hành gia. Khi oxy đang thấp, các phi hành gia nạp bởi các sợi dây xung quanh từ cột cắm ở đất; sợi dây sẽ mở rộng nếu kèm theo một chuỗi (có thể thu hoạch được các khoáng sản phức hợp). Súng khai thác giúp cho người chơi để khai quật các nguồn tài nguyên, thay đổi kết cấu địa hình và thắp sáng không gian tối. Các tấm pin mặt trời và máy phát điện, súng khai thác. Các phi hành gia có thể chết vì nghẹt thở, bị tác động với mảnh vụn từ cơn bão và thực vật ăn thịt. Chơi trong chế độ một người chơi và bốn người cùng nhau thì sẽ được hỗ trợ.

## Phát triển
Astroneer được phát triển với các  Unreal Engine 4. phong cách nghệ thuật là bao gồm các kết cấu-ít môi trường bởi nghệ sĩ John Liberto.

## Phát hành
Vào ngày 16 năm 2016 Astroneer đã được đưa ra một đầu truy cập hành đó là mong đợi đến cuối một hoặc hai năm, theo phát triển.